# Голубєв Віталій Михайлович
Віта́лій Миха́йлович Го́лубєв (нар. 19 березня 1926, м. Москва, РРФСР — пом. 25 березня 1991, м. Київ, УРСР) — український радянський футболіст, захисник. Майстер спорту (1952). Заслужений тренер УРСР. Учасник Другої світової війни.

## Біографія
Віталій Голубєв народився у Москві. Саме тут він і почав займатися футболом у 1939 році. Однак початок Німецько-радянської війни вніс корективи не лише у життя юнака, а й у долю цілої країни. Проте ніщо не могло подолати бажання хлопця грати у футбол, тож вже у 1945 році він почав брати участь у футбольних поєдинках у складі команди групи радянських військ у Болгарії. Після цього певний час виступав за ворошиловградське «Динамо» та київський клуб Окружного Будинку Офіцерів.
У «Динамо» Голубєв потрапив вже у достатньо зрілому, як для футболіста, віці. Справа в тому, що Олег Ошенков саме шукав міцного атлетичного захисника на роль якого якнайкраще підходив Віталій. І футболіст, що навіть не зіграв жодного матчу за дубль киян, в повній мірі виправдав довіру тренера. Голубєв, як для свого часу, був справжнім новатором, гравцем нестандартним, з чудовою виконавською майстерністю. Кожним своїм рухом він привертав увагу вболівальників та спеціалістів, володів просто таки фантастично різноманітним технічним арсеналом та вродженою холоднокровністю. Підкупав Віталій Голубєв і невичерпним спортивним завзяттям та силою духу. Граючи в обороні, саме він диктував умови форвардам команд-суперників. На той час журналісти називали таку манеру гри «голубєвською».
У 1952 році не в останню чергу завдяки надійним діям цього захисника динамівці стали срібними призерами Чемпіонату СРСР. А вже у 1954 кияни завоювали перший у своїй історії Кубок Радянського Союзу. На той час Голубєв був вже капітаном команди і впевнено вів своїх партнерів до цього успіху.
А рік потому захисник вперше і востаннє примірив футболку збірної СРСР, зігравши у товариському матчі зі збірною Індії. Міг би зіграти й більше, однак далася взнаки давня нелюбов Голубєва до авіаперельотів.
1957 року в рамках світового турне до Києва завітав знаменитий бразильський клуб «Васко да Гама», у складі якого виблискували такі футбольні зірки, як Белліні, Пінга та інші. Перемігши до цього мадридський «Реал» та лісабонську «Бенфіку», бразильці нічого не змогли протиставити київській футбольній дружині, поступившись з рахунком 1:3. Після матчу тренер бразильців серед інших відзначив Голубєва, який позбавив бразильських нападників вільного простору та увесь матч не давав їм ні на секунду відчути себе вільно.
Однак, попри це, у чемпіонаті Союзу справи у киян не клеїлися. Зрештою, Ошенкова попросили залишити свою посаду, поступившись місцем на тренерському містку Шиловському та Зубрицькому. Проте й при них Голубєв залишався незмінним гравцем основного складу. Не змінилася ситуація і після повернення Ошенкова та початку процесу омолодження складу.

Лише після приходу Соловйова у 1960 році Голубєв залишив команду, дещо знизивши до себе вимоги з дисципліни, хоча режимщиком він ніколи й не був. Тим більше, що лікарі наполегливо радили йому завершувати з футболом через травму, отриману ще у 1959, внаслідок якої він пошкодив око.
А вже у 1961 «Динамо» вперше стало чемпіоном країни. Вдягнути на шию «золото» Голубєву так і не довелося, але його внесок у ту перемогу був величезним.
Новою командою досвідченого захисника знову стало «Динамо», проте цього разу хмельницьке. Щоправда, надовго він там не затримався, перейшовши до вінницького «Локомотива», і завершивши врешті-решт активні виступи у сумському «Авангарді».
Після завершення кар'єри гравця Віталій Михайлович 10 років працював у дитячо-юнацькій школі київського «Динамо» пліч-о-пліч з Олександром Леонідовим, доклавши зусиль до виховання таких майстрів, як Олег Блохін, Валерій Зуєв, Віктор Кондратов, Олександр Дамін та інші. У 1965 році його вихованці перемогли на Всерадянських юнацьких змаганнях, за що наставник був відзначений почесним званням Заслуженого тренера УРСР.
А пізніше була важка хвороба, через яку лікарі були вимушені ампутувати Голубєву ногу. Згодом була ще одна ампутація, проте він продовжував вражати всіх своїм оптимізмом. Він ще довго жив, втративши можливість не лише займатися улюбленою справою, а й пересуватися. Міськрада «Динамо» виділила та оплатила «Запорожець» з ручним керуванням, посприяла у спорудженні гаража — допомагали чим могли.
А 25 березня 1991 року Віталія Михайловича Голубєва не стало…
Починаючи з 2000 року при підтримці ФК «Динамо» (Київ) у столиці України проводиться щорічний Меморіал пам'яті Віталія Голубєва.

## Досягнення
Командні трофеї
- Срібний призер чемпіонату СРСР (1952)
- Володар Кубка СРСР (1954)
- Чемпіон України (1949)
- Бронза Спартакіади (1956)
- Бронза чемпіонату УРСР (1950)

Індивідуальні досягнення
- Майстер спорту (1952)
- Заслужений тренер УРСР (1965)
- До списку 33-х найкращих футболістів чемпіонату СРСР потрапив один раз: № 1 (1952)